# Nicrophorus apo
Nicrophorus apo es una especie de coleóptero polífago de la familia de Silphidae propio de la isla de Mindanao (Filipinas). Recibe su nombre del monte Apo.